# Changaimina
Changaimina ist eine Ortschaft und eine Parroquia rural („ländliches Kirchspiel“) im Kanton Gonzanamá der ecuadorianischen Provinz Loja. Die Parroquia besitzt eine Fläche von 120,4 km². Beim Zensus 2010 wurden 2751 Einwohner gezählt.

## Lage
Die Parroquia Changaimina liegt in den Anden im Süden von Ecuador. Das Gebiet liegt in Höhen zwischen 890 m und 2420 m. Es hat eine Längsausdehnung in NNW-SSO-Richtung von 23 km. Im Nordwesten reicht das Verwaltungsgebiet bis zum Río Catamayo. Dessen linker Nebenfluss Río Bella María begrenzt das Areal im Westen. Der etwa 1950 m hoch gelegene Ort Changaimina befindet sich knapp 10 km westlich des Kantonhauptorts Gonzanamá sowie 43 km südwestlich der Provinzhauptstadt Loja. Eine etwa 4 km lange Nebenstraße verbindet Changaimina mit der weiter südlich verlaufenden Fernstraße E69 (Catamayo–Cariamanga).
Die Parroquia Changaimina grenzt im äußersten Nordwesten an das Municipio von Catacocha (Kanton Paltas), im Norden an die Parroquia 
Sacapalca, im Osten an die Parroquias Gonzanamá und Quilanga (Kanton Quilanga) sowie im Süden und im Westen an das Municipio von Cariamanga (Kanton Calvas).

## Orte und Siedlungen
In der Parroquia gibt es folgende Barrios: San Vicente, Isidro Ayora, Bella Esperanza (Cosapara), Cucure, Chiriguala, Lanzaca, Puerto Bolívar, Naranjo, Pillinuma, Laurel, El Tablón, Pueblo Viejo, Guanchilaca (Las Orquídeas), Sunumbe, Vizancio, Jorupe, Llaulle, Naranjillo, Chile, Santa Cruz, El Fundo, El Guabo, Luzumbe, Guayurunuma, Chamana, La Panuma, Tierra Blanca, Trigopamba, Pusanuma, Los Tunos (Buenos Aires), La Chorrera, El Portete, La Quecera, Riodopamba, Cofradía, Amanuma, Toalambo, Cononsa, Carmelo und das Barrio Central.

## Geschichte
Die Parroquia Changaimina wurde am 26. März 1897 im Kanton Loja gegründet. Am 27. September 1943 wurde die Parroquia Teil des neu geschaffenen Kantons Gonzanamá.